# Derek Chauvin
Derek Michael Chauvin (/ˈʃoʊvən/; n. 19 martie 1976, Oakdale⁠(d), Minnesota, SUA) este un fost polițist american, condamnat pentru uciderea lui George Floyd in Minneapolis, Minnesota. El a lucrat pentru Departamentul de Poliție din Minneapolis in perioada 2001-2020.
Pentru fapta comisă pe 25 mai 2020 a fost condamnat la 22 de ani și 6 luni de închisoare.